# Hypena arenbergeri
Hypena arenbergeri là một loài bướm đêm trong họ Erebidae.